# Verbond van gewoon struisgras
Het verbond van gewoon struisgras (Plantagini-Festucion) is een verbond uit de struisgras-orde (Trifolio-Festucetalia ovinae).
Het verbond omvat kortlevende plantengemeenschappen van kalkarme, matig voedsel- en humusrijke duin- en stuifzanden. De vegetatie bestaat vooral uit gewoon struisgras aangevuld met kruidachtige planten als gewoon biggenkruid, schapenzuring en smalle weegbree en bladmossen.

## Naamgeving en codering
- Syntaxoncode voor Nederland (rVvN): r14Bb

De wetenschappelijke naam Plantagini-Festucion is afgeleid van de botanische namen van smalle weegbree (Plantago lanceolata) en fijn schapengras (Festuca ovina subsp. tenuifolia, synoniem: Festuca filiformis).

## Fysiognomie
Vegetatie van het verbond van gewoon struisgras worden gekenmerkt door een min of meer gesloten vegetatie met volledige afwezigheid van de boom- en de struiklaag.
De kruidlaag is behalve grazig meestal ook zeer kruidenrijk. De moslaag is dikwijls opvallend aanwezig met overwegend bladmossen.

## Ecologie
Het verbond van gewoon struisgras vinden we op open, droge, kalkarme tot kalkloze, dikwijls lemige, mesotrofe en humeuze zandbodems, zoals in de oude, begraasde binnenduinen van de kuststreek, op af en toe overstroomde oeverwallen, betreden plaatsen in droge heide en zandverstuivingen en op wegbermen.

## Successie
Door successie kunnen de gemeenschappen uit dit verbond overgaan in pionierstruwelen van de associatie van brem en eenstijlige meidoorn.

## Associaties in Nederland en Vlaanderen
Het verbond van gewoon struisgras wordt in Nederland en Vlaanderen vertegenwoordigd door twee associaties.
- - associatie van schapengras en tijm (Festuco-Thymetum)
  -  duin-struisgras-associatie (Festuco-Galietum veri)

## Diagnostische taxa

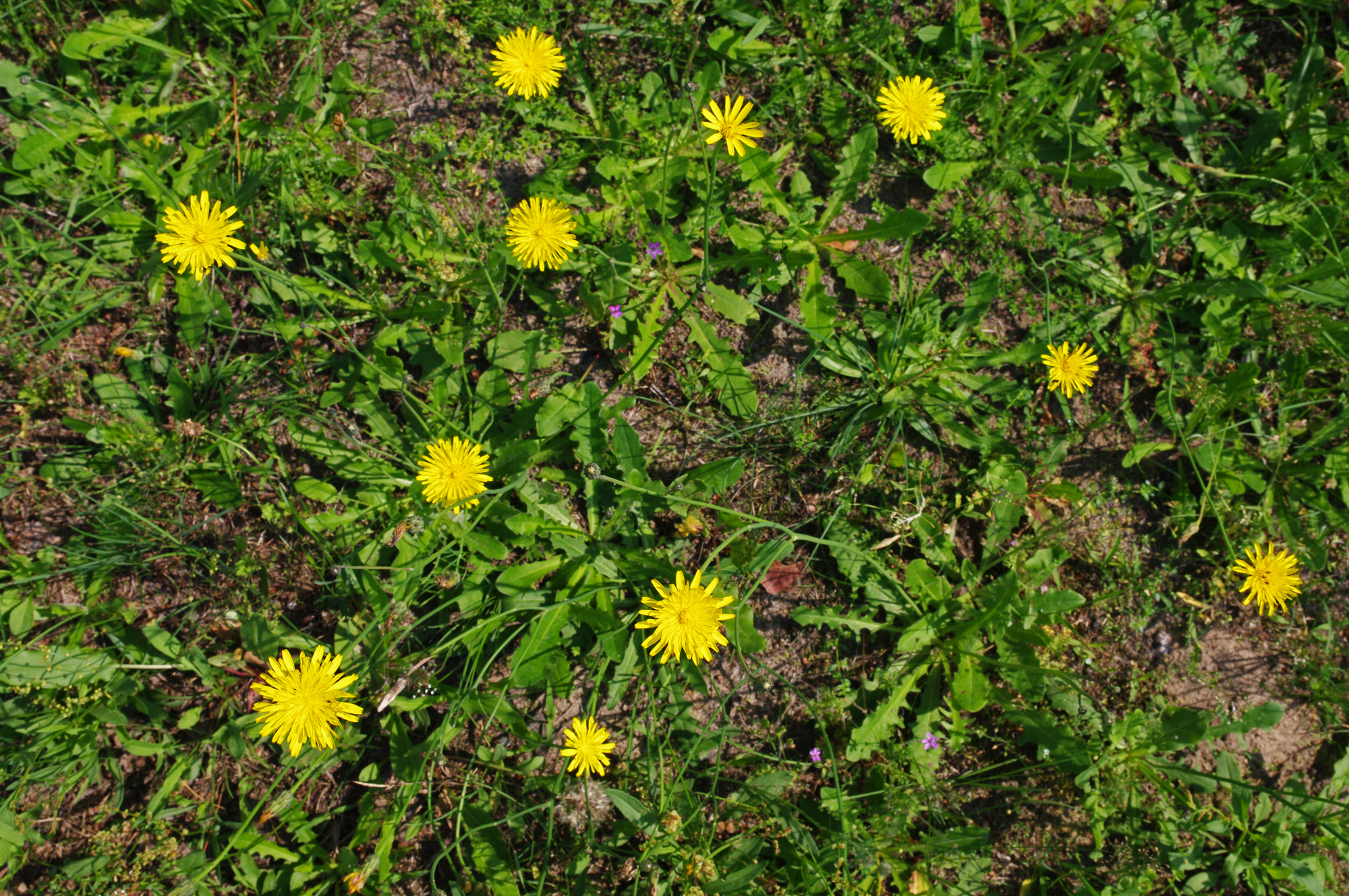
Gewoon biggenkruid

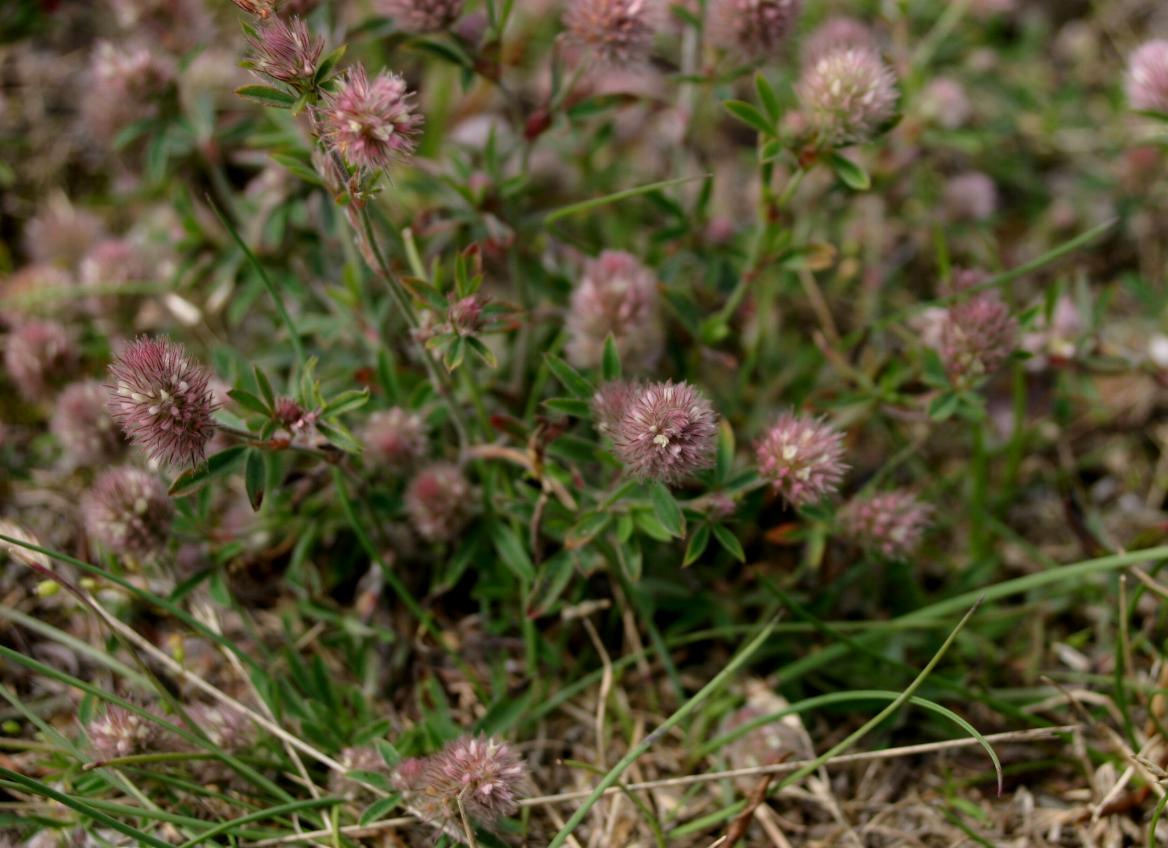
Hazenpootje

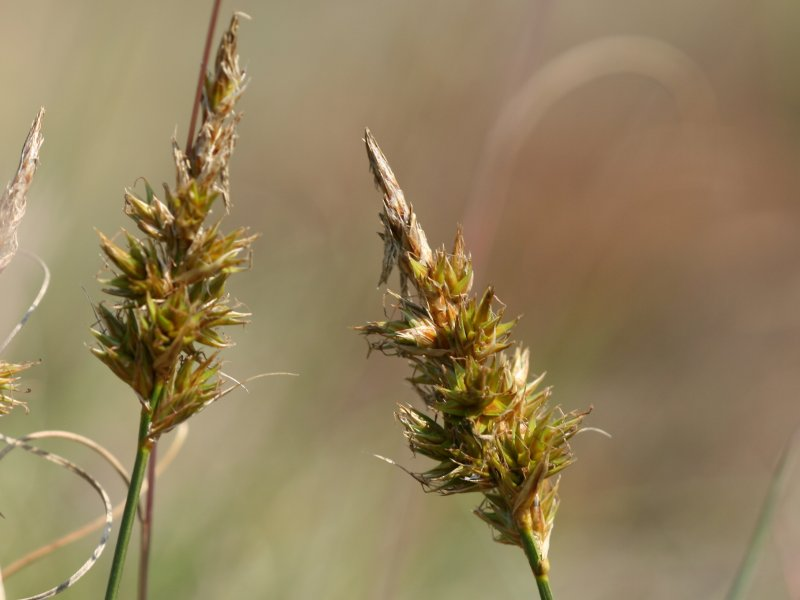
Zandzegge

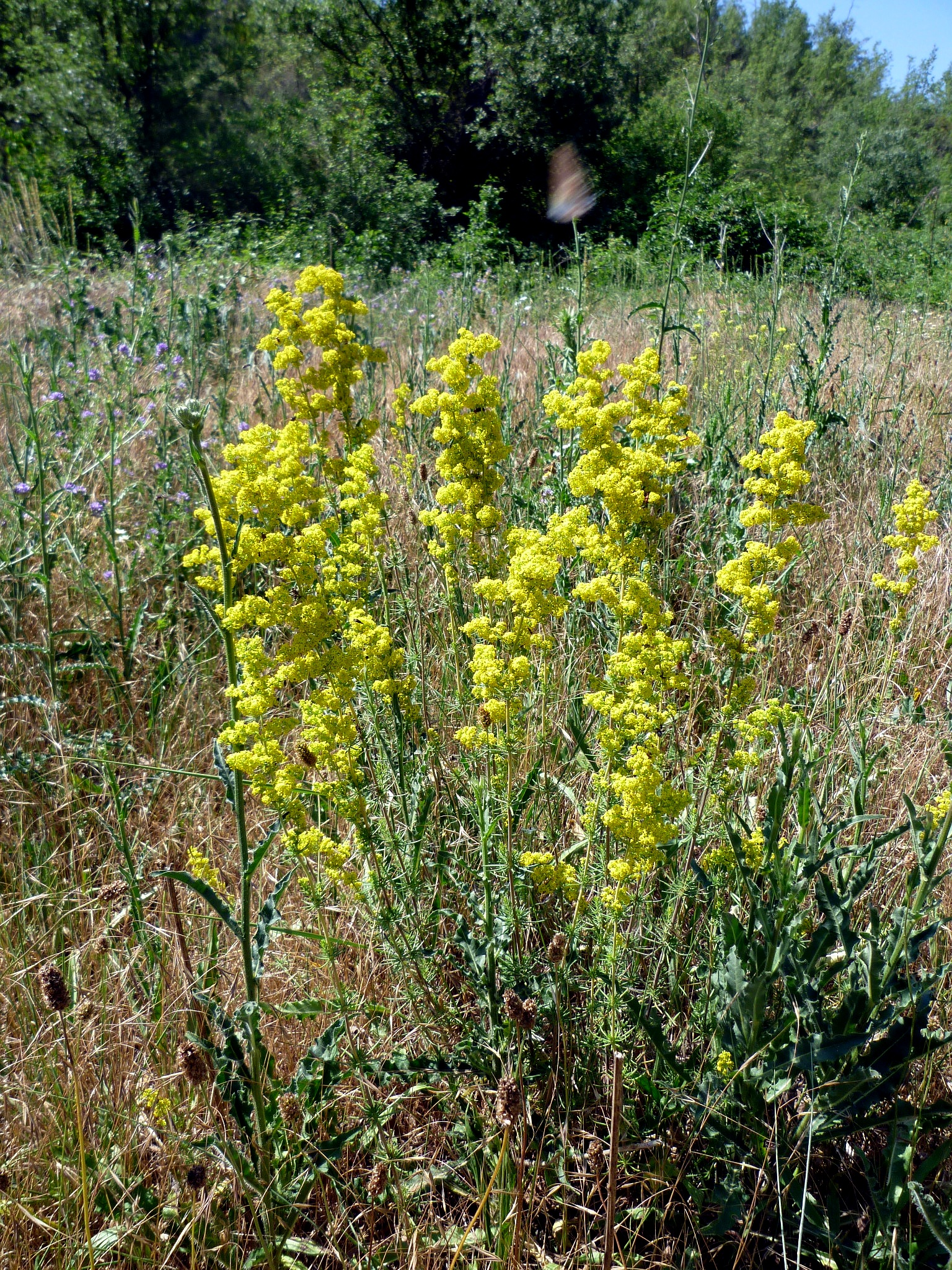
Geel walstro

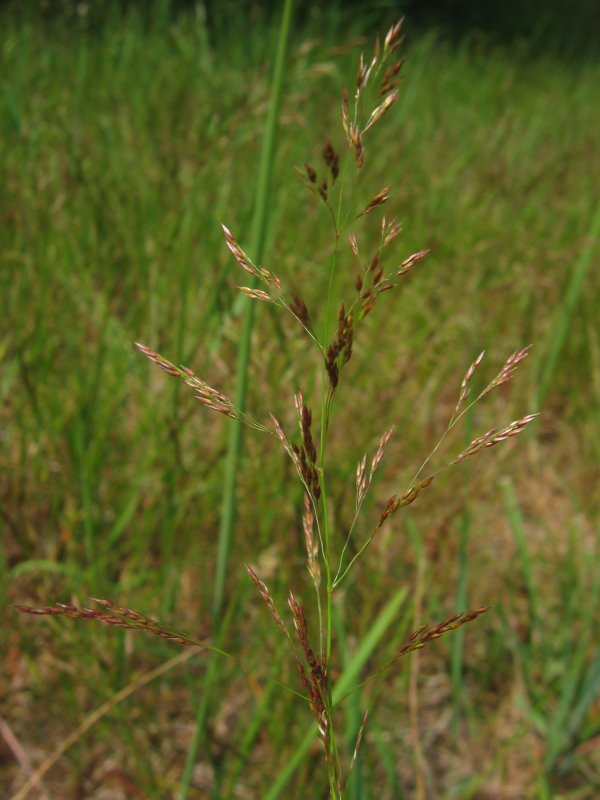
Gewoon struisgras

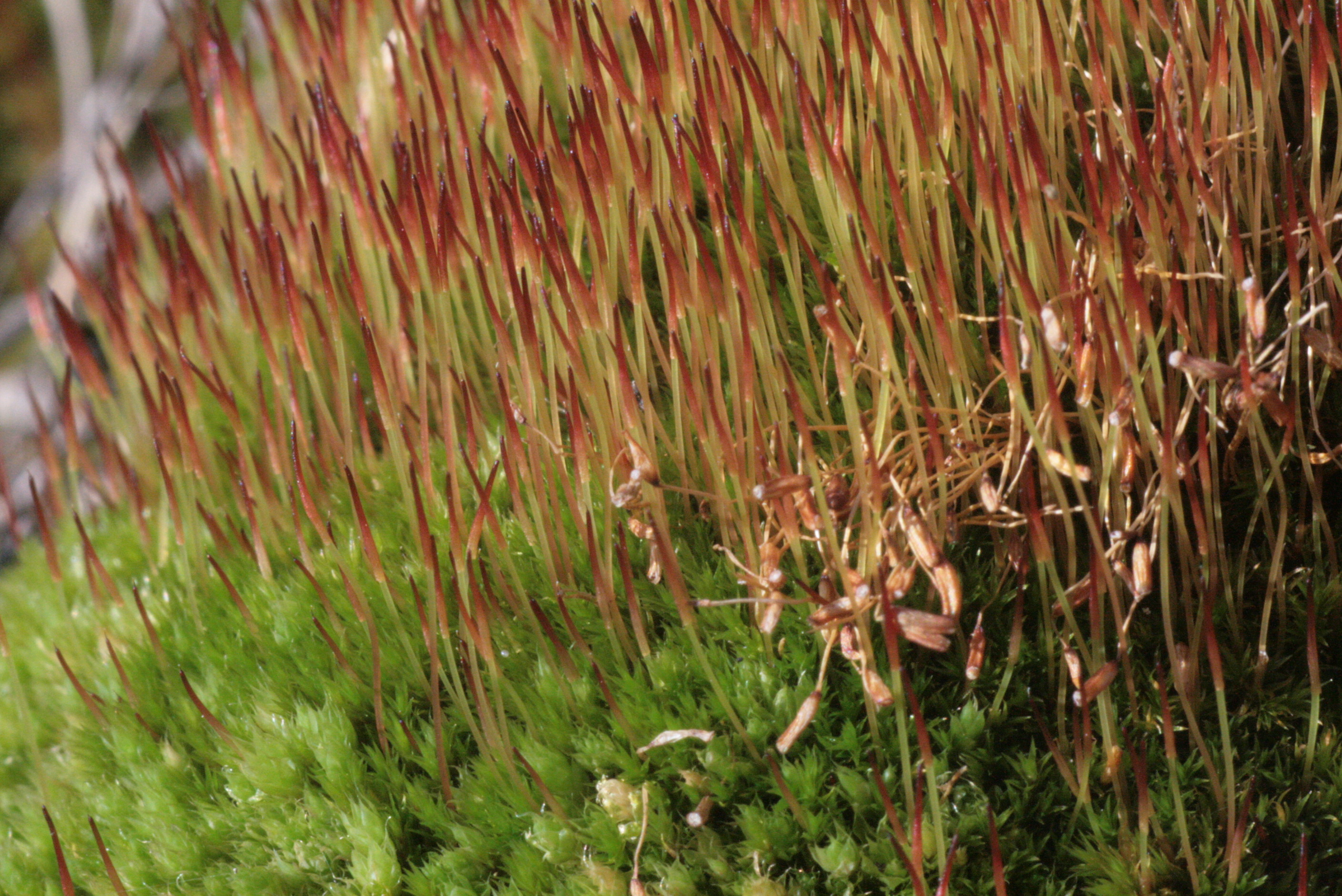
Gewoon purpersteeltje

Het verbond van gewoon struisgras heeft voor Nederland en Vlaanderen geen eigen kensoorten, maar in het buitenland wordt de hier zeldzame overblijvende hardbloem als kensoort beschouwd. Daarbuiten komen de orde-kensoorten gewoon biggenkruid en hazenpootje, en de klasse-kensoorten zandzegge en geel walstro vrij frequent voor. Het naamgevende gewoon struisgras is de meest algemene grassoort. Smalle weegbree en schapenzuring zijn algemeen voorkomende begeleidende soorten.
In de moslaag vindt men meestal wel de klassekensoorten gewoon klauwtjesmos en gewoon purpersteeltje.
Kruidlaag
| Kentaxon | Diff.soort | Presentie | Triviale naam           | Botanische naam                  | Opmerking                       |
| -------- | ---------- | --------- | ----------------------- | -------------------------------- | ------------------------------- |
| kV       |            |           | overblijvende hardbloem | Scleranthus perennis             | niet in Nederland en Vlaanderen |
| kO       |            | 50-60%    | gewoon biggenkruid      | Hypochaeris radicata             |                                 |
| kO       |            | 10-30%    | hazenpootje             | Trifolium arvense                |                                 |
| kO       |            | < 10-20%  | liggende klaver         | Trifolium campestre              |                                 |
| kO       |            | < 10%     | klein timoteegras       | Phleum pratense subsp. serotinum |                                 |
| kO       |            | < 10%     | viltganzerik            | Potentilla argentea              |                                 |
| kK       |            | 40-80%    | zandzegge               | Carex arenaria                   |                                 |
| kK       |            | 50-70%    | geel walstro            | Galium verum                     |                                 |
| kK       |            | 20-30%    | vroege haver            | Aira preacox                     |                                 |
| kK       |            | 10-30%    | zandhoornbloem          | Cerastium semidecandrum          |                                 |
| kK       |            | 10-20%    | kleine leeuwentand      | Leontodon saxatilis              |                                 |
|          |            | > 70%     | gewoon struisgras       | Agrostis capillaris              |                                 |

Moslaag
| Kentaxon | Diff.soort | Presentie | Triviale naam         | Botanische naam       |
| -------- | ---------- | --------- | --------------------- | --------------------- |
| kK       |            | 10-40%    | gewoon klauwtjesmos   | Hypnum cupressiforme  |
| kK       |            | < 10-20%  | gewoon purpersteeltje | Ceratodon purpureus   |
| kK       |            | < 10%     | grijze bisschopsmuts  | Racomitrium canescens |

## Biologische Waarderingskaart
In de Biologische Waarderingskaart (BWK) van Vlaanderen en het Brussels Hoofdstedelijk Gewest is deze associatie opgenomen als struisgrasvegetatie (ha) subtype Struisgrasland.
Dit vegetatietype staat gewaardeerd als 'biologisch zeer waardevol'.